# سامانثا مور
سامانثا مور هي كاتبة غنائية ومغنية كندية، ولدت في 28 ديسمبر 1988.

## وصلات خارجية
- سامانثا مور على موقع ميوزك برينز (الإنجليزية)
- سامانثا مور على موقع ديسكوغز (الإنجليزية)